# Danny Ings
Daniel William John Ings, detto Danny Ings (Winchester, 23 luglio 1992), è un calciatore inglese, di ruolo attaccante, svincolato.

## Caratteristiche
È un attaccante dinamico, veloce e dotato di una buona tecnica individuale; si dimostra inoltre un ottimo finalizzatore.

## Carriera

### Club

#### Bournemouth
Calcisticamente cresciuto nelle giovanili del Bournemouth, dopo un prestito di due mesi al Dorchester Town nel 2010 rientra nelle file dei Cherries e viene promosso in prima squadra, dove gioca stabilmente fino all'agosto del 2011.

#### Burnley
Il 15 agosto 2011 viene acquistato dal Burnley per circa due milioni di euro. Con i Clarets gioca per quattro stagioni, totalizzando 130 presenze e 43 reti tra Football League Championship, Premier League, FA Cup e League Cup.

#### Liverpool
L'8 giugno 2015 viene ingaggiato dal Liverpool, con cui firma un contratto di cinque anni. Il 29 agosto seguente fa il suo esordio con la nuova maglia, nella sconfitta casalinga per 0-3 contro il West Ham. Il 20 settembre segna il suo primo gol con i Reds, nella partita pareggiata per 1-1 contro il Norwich City ad Anfield. Si ripete due settimane più tardi, realizzando una rete nel derby contro l'Everton (1-1). Il 14 ottobre successivo, riporta in allenamento una lesione al legamento crociato anteriore del ginocchio destro, che lo costringe ad uno stop durato circa sette mesi. Torna in campo dopo l'infortunio il 15 maggio 2016, all'ultima giornata di campionato, nel match pareggiato per 1-1 sul campo del West Bromwich Albion.
La prima presenza della stagione 2016-2017 la ottiene il 20 settembre 2016, nella gara di League Cup vinta per 3-0 sul campo del Derby County. Tuttavia un mese più tardi si infortuna nuovamente al ginocchio destro nella partita di League Cup giocata contro il Tottenham (2-1), terminando in largo anticipo la sua stagione. Il 21 aprile 2018, nel pareggio per 2-2 ottenuto sul campo del West Browmich Albion, torna a segnare in Premier League dopo due anni e mezzo.

#### Southampton
Il 9 agosto 2018 passa in prestito al Southampton. Il 16 dicembre dello stesso anno realizza una doppietta (decisiva) nella sfida interna per 3-2 contro l'Arsenal. Nel luglio 2019 viene acquistato a titolo definitivo dai Saints per circa 20 milioni di euro, siglando un nuovo contratto valido fino al giugno 2022. Chiude la stagione 2019-2020 con 22 reti in campionato, una in meno del capocannoniere Jamie Vardy e a pari merito con Pierre-Emerick Aubameyang.

#### Aston Villa
Il 3 agosto 2021 firma per l'Aston Villa. Con i Villans raccoglie 52 presenze e 14 gol.
Il 20 gennaio 2023 viene acquistato dal West Ham Utd.

### Nazionale
Ha giocato nella nazionale inglese Under-21.
Nel settembre del 2015 viene convocato per la prima volta nella nazionale maggiore dal commissario tecnico Roy Hodgson, per le partite di qualificazione al campionato europeo di calcio 2016 contro l'Estonia e la Lituania. L'esordio ufficiale avviene il 12 ottobre seguente, nella partita vinta per 3-0 contro la Lituania, subentrando ad Harry Kane al 59º minuto di gioco.

## Statistiche

### Presenze e reti nei club
Statistiche aggiornate al 10 marzo 2025
| Stagione            | Squadra             | Campionato          | Campionato | Campionato | Coppe nazionali | Coppe nazionali | Coppe nazionali | Coppe continentali | Coppe continentali | Coppe continentali | Altre coppe | Altre coppe | Altre coppe | Totale | Totale |
| Stagione            | Squadra             | Comp.               | Pres.      | Reti       | Comp.           | Pres.           | Reti            | Comp.              | Pres.              | Reti               | Comp.       | Pres.       | Reti        | Pres.  | Reti   |
| ------------------- | ------------------- | ------------------- | ---------- | ---------- | --------------- | --------------- | --------------- | ------------------ | ------------------ | ------------------ | ----------- | ----------- | ----------- | ------ | ------ |
| 2009-2010           | Bournemouth         | FL2                 | 0          | 0          | FACup+CdL       | 0+0             | 0               | -                  | -                  | -                  | FLT         | 1           | 0           | 1      | 0      |
| 2010-2011           | Bournemouth         | FL1                 | 26+2       | 7+1        | FACup+CdL       | 0+0             | 0               | -                  | -                  | -                  | -           | -           | -           | 28     | 8      |
| ago. 2011           | Bournemouth         | FL1                 | 1          | 0          | FACup+CdL       | 0+0             | 0               | -                  | -                  | -                  | -           | -           | -           | 1      | 0      |
| Totale Bournemouth  | Totale Bournemouth  | Totale Bournemouth  | 29         | 8          |                 | 0               | 0               |                    | -                  | -                  |             | 1           | 0           | 30     | 8      |
| 2011-2012           | Burnley             | FLC                 | 15         | 3          | FACup+CdL       | 0+0             | 0               | -                  | -                  | -                  | -           | -           | -           | 15     | 3      |
| 2012-2013           | Burnley             | FLC                 | 32         | 3          | FACup+CdL       | 1+0             | 0               | -                  | -                  | -                  | -           | -           | -           | 33     | 3      |
| 2013-2014           | Burnley             | FLC                 | 40         | 21         | FACup+CdL       | 1+4             | 1+4             | -                  | -                  | -                  | -           | -           | -           | 45     | 26     |
| 2014-2015           | Burnley             | PL                  | 35         | 11         | FACup+CdL       | 1+1             | 0               | -                  | -                  | -                  | -           | -           | -           | 37     | 11     |
| Totale Burnley      | Totale Burnley      | Totale Burnley      | 122        | 38         |                 | 8               | 5               |                    | -                  | -                  |             | -           | -           | 130    | 43     |
| 2015-2016           | Liverpool           | PL                  | 6          | 2          | FACup+CdL       | 0+1             | 1               | UEL                | 2                  | 0                  | -           | -           | -           | 9      | 3      |
| 2016-2017           | Liverpool           | PL                  | 0          | 0          | FACup+CdL       | 0+2             | 0               | -                  | -                  | -                  | -           | -           | -           | 2      | 0      |
| 2017-2018           | Liverpool           | PL                  | 8          | 1          | FACup+CdL       | 1+1             | 0               | UCL                | 4                  | 0                  | -           | -           | -           | 14     | 1      |
| Totale Liverpool    | Totale Liverpool    | Totale Liverpool    | 14         | 3          |                 | 5               | 1               |                    | 6                  | 0                  |             | -           | -           | 25     | 4      |
| 2018-2019           | Southampton         | PL                  | 24         | 7          | FACup+CdL       | 0+1             | 1               | -                  | -                  | -                  | -           | -           | -           | 25     | 8      |
| 2019-2020           | Southampton         | PL                  | 38         | 22         | FACup+CdL       | 2+2             | 1+2             | -                  | -                  | -                  | -           | -           | -           | 42     | 25     |
| 2020-2021           | Southampton         | PL                  | 29         | 12         | FACup+CdL       | 3+1             | 1+0             | -                  | -                  | -                  | -           | -           | -           | 33     | 13     |
| Totale Southampton  | Totale Southampton  | Totale Southampton  | 91         | 41         |                 | 9               | 5               |                    | -                  | -                  |             | -           | -           | 100    | 46     |
| 2021-2022           | Aston Villa         | PL                  | 30         | 7          | FACup+CdL       | 1+0             | 0               | -                  | -                  | -                  | -           | -           | -           | 31     | 7      |
| 2022-gen. 2023      | Aston Villa         | PL                  | 18         | 6          | FACup+CdL       | 1+2             | 0+1             | -                  | -                  | -                  | -           | -           | -           | 21     | 7      |
| Totale Aston Villa  | Totale Aston Villa  | Totale Aston Villa  | 48         | 13         |                 | 4               | 1               |                    | -                  | -                  |             | -           | -           | 52     | 14     |
| gen.-giu. 2023      | West Ham Utd        | PL                  | 17         | 2          | FACup+CdL       | 0+0             | 0               | UECL               | 5                  | 1                  | -           | -           | -           | 22     | 3      |
| 2023-2024           | West Ham Utd        | PL                  | 20         | 1          | FACup+CdL       | 2+2             | 0               | UEL                | 6                  | 0                  | -           | -           | -           | 30     | 1      |
| 2024-2025           | West Ham Utd        | PL                  | 15         | 1          | FACup+CdL       | 1+1             | 0               | -                  | -                  | -                  | -           | -           | -           | 17     | 1      |
| Totale West Ham Utd | Totale West Ham Utd | Totale West Ham Utd | 52         | 4          |                 | 6               | 0               |                    | 11                 | 1                  |             | -           | -           | 69     | 5      |
| Totale carriera     | Totale carriera     | Totale carriera     | 356        | 107        |                 | 32              | 12              |                    | 17                 | 1                  |             | 1           | 0           | 405    | 120    |

### Presenze e reti in nazionale
| Cronologia completa delle presenze e delle reti in nazionale ― Inghilterra | Cronologia completa delle presenze e delle reti in nazionale ― Inghilterra | Cronologia completa delle presenze e delle reti in nazionale ― Inghilterra | Cronologia completa delle presenze e delle reti in nazionale ― Inghilterra | Cronologia completa delle presenze e delle reti in nazionale ― Inghilterra | Cronologia completa delle presenze e delle reti in nazionale ― Inghilterra | Cronologia completa delle presenze e delle reti in nazionale ― Inghilterra | Cronologia completa delle presenze e delle reti in nazionale ― Inghilterra |
| Data                                                                       | Città                                                                      | In casa                                                                    | Risultato                                                                  | Ospiti                                                                     | Competizione                                                               | Reti                                                                       | Note                                                                       |
| -------------------------------------------------------------------------- | -------------------------------------------------------------------------- | -------------------------------------------------------------------------- | -------------------------------------------------------------------------- | -------------------------------------------------------------------------- | -------------------------------------------------------------------------- | -------------------------------------------------------------------------- | -------------------------------------------------------------------------- |
| 12-10-2015                                                                 | Vilnius                                                                    | Lituania                                                                   | 0 – 3                                                                      | Inghilterra                                                                | Qual. Euro 2016                                                            | -                                                                          | 59’                                                                        |
| 5-9-2020                                                                   | Reykjavík                                                                  | Islanda                                                                    | 0 – 1                                                                      | Inghilterra                                                                | UEFA Nations League 2020-2021 - 1º turno                                   | -                                                                          | 68’                                                                        |
| 8-10-2020                                                                  | Londra                                                                     | Inghilterra                                                                | 3 – 0                                                                      | Galles                                                                     | Amichevole                                                                 | 1                                                                          |                                                                            |
| Totale                                                                     |                                                                            | Presenze                                                                   | 3                                                                          |                                                                            | Reti                                                                       | 1                                                                          |                                                                            |

## Palmarès

### Club

#### Competizioni internazionali
- UEFA Conference League: 1

West Ham: 2022-2023

### Individuale
- Championship Player of the Year: 1

2013-2014